# Calfreisen
Calfreisen é uma comuna da Suíça, no Cantão Grisões, com cerca de 45 habitantes. Estende-se por uma área de 5,17 km², de densidade populacional de 9 hab/km². Confina com as seguintes comunas: Castiel, Maladers, Praden, Says, Trimmis.
A língua oficial nesta comuna é o Alemão.